# Szilágyerked
Szilágyerked (románul Archid) falu Romániában, Szilágy megyében,

## Fekvése
Szilágy megyében, Zilahtól északra, Kusaly északkeleti szomszédjában fekvő település.

## Története
Szilágyerked (Erked) nevét az oklevelek 1368-ban említették először Erked-birtok néven. 1383-ban a szomszédos Kirva határánál jelölt helyként tűnt fel ismét neve.
1412-ben a Szolnok vármegyei Erkedbe Kusalyi Jakcs család tagjait Kusalyi Jakcs Istvánt, Jánost, Györgyöt, Dénest, Lászlót iktatták be. 1423-ban a váradi káptalan Zsigmond király parancsára Kusalyi Jakcsi György fiának Dénes papnak Erked birtokán György másik fiát Jánost, és ennek nejét Annát és fiait Lászlót és Györgyöt iktatták be. 1425-ben a Kusalyi Jakcs család tagjai osztozkodtak Erkeden. 1461-ben a Kusalyi Jakcsok elzálogosították erki birtokukat a falu tiszttartójának Horváth Antalnak.
1543-ban Erked (Erkewd) Jakcsi Mihály és Pázmány Péter között oszlott meg. 1515-ben és 1512-ben Kusalyi Jakcsi László és neje Krisztina itteni részbirtokaikat Bélteki Drágfu Györgynek és Jánosnak zálogosították el. 1570-ben I. Miksa császár új adományul adta Erkedet Jakcsi Boldizsárnak és Kusalyi Jakcs Mihálynak.

## Népessége
1847-ben Erked lakosainak száma 130 volt, valamennyien reformátusok. 1890-ben lakosainak száma 536 fő, ebből 445 magyar, 59 román, egyéb 32. Ebből római katolikus 2, görögkatolikus 75, református 450, unitárius 2, izr. 7. Házak száma: 99.
A 2011-es népszámlálás szerint 465 lakosa volt, melyből magyar anyanyelvű 459, román 3, egyéb/nem nyilatkozott 3 fő.

## Nevezetességek
- Református temploma – az 1860-as években épült.